# Elementy orbitalne
Elementy orbitalne – parametry jednoznacznie określające orbitę keplerowską danego ciała. Wyznacza się je, biorąc pod uwagę model dwóch mas punktowych, podlegających zasadom dynamiki Newtona i prawu powszechnego ciążenia. Ze względu na wiele możliwych sposobów parametryzacji ruchu ciała, istnieje kilka różnych sposobów określenia zbiorów elementów orbitalnych, z których każdy określa tę samą orbitę.
Problem ten zawiera sześć stopni swobody (trzy współrzędne kartezjańskie położenia orbitującego ciała oraz trzy współrzędne prędkości). W związku z tym każda keplerowska orbita jest w pełni określana przez sześć parametrów – początkowe wartości położenia i prędkości ciała, oraz epokę – czas, w którym te składowe są aktualne.

## Keplerowskie elementy orbity

Żółta płaszczyzna jest płaszczyzną orbity, szara – płaszczyzną odniesienia (najczęściej płaszczyzną ekliptyki lub pł. równika planety). Symbol oznacza Punkt Barana; symbol oznacza węzeł wstępujący.

Tradycyjny, najczęściej używany zbiór parametrów zawiera:
elementy określające kształt i rozmiar orbity opisanej krzywą stożkową (elipsą, parabolą lub hiperbolą):
- mimośród (e)
- półoś wielka orbity (a) lub odległość perycentrum (q)

elementy opisujące położenie płaszczyzny orbity w przestrzeni:
- inklinacja (i)
- długość węzła wstępującego {\displaystyle (\Omega )}

oraz elementy opisujące orientację orbity w tej płaszczyźnie i położenie ciała na orbicie dla danej epoki:
- argument perycentrum {\displaystyle (\omega )} lub długość perycentrum {\displaystyle (\varpi )}
- anomalia prawdziwa {\displaystyle (\nu ),} anomalia średnia (M) lub argument szerokości (u)

## Elementy oskulacyjne
W przypadku ruchu ciała w polu grawitacyjnym więcej niż jednej masy (np. Słońca i innych planet) rzeczywisty tor ruchu przestaje być krzywą stożkową. Jednak dla każdego punktu tego toru można wyznaczyć elementy orbitalne takiej (stycznej) orbity keplerowskiej, która w punkcie styczności będzie dokładnie odwzorowywała wektor położenia i prędkości ciała. Elementy te nazywamy elementami oskulacyjnymi. Ich wartości zmieniają się w czasie z powodu oddziaływań perturbacyjnych. Moment, na który zostały wyznaczone nazywany jest epoką oskulacji.